# شامب بيلي
شامب بيلي (بالإنجليزية: Champ Bailey)‏ هو لاعب كرة قدم أمريكية أمريكي، ولد في 22 يونيو 1978 في فولكستون في الولايات المتحدة.

## وصلات خارجية
- شامب بيلي على موقع الاتحاد الدولي لألعاب القوى (الإنجليزية)
- شامب بيلي على موقع إي إس بي إن.كوم (أن.أف.أل)3
- شامب بيلي على موقع مرجع كرة القدم المحترفة.كوم (الإنجليزية)
- شامب بيلي على موقع IMDb (الإنجليزية)
- شامب بيلي على موقع إن إن دي بي (الإنجليزية)